# Карача-Єлга
Карача́-Єлга́ (рос. Карача-Елга, башк. Ҡарасайылға) — село у складі Кушнаренковського району Башкортостану, Росія. Адміністративний центр Карача-Єлгинської сільської ради.
Населення — 600 осіб (2010; 648 у 2002).
Національний склад:
- башкири — 76 %